# Tlamacazapa
Tlamacazapa es una localidad del estado mexicano de Guerrero. Es parte del municipio de Taxco de Alarcón.

## Toponimia
El nombre «Tlamacazapa» proviene de los términos en náhuatl: tlamacazqui, sacerdote o servidor del templo; apan, río. Su significado es «río del sacerdote».

## Demografía
| Gráfica de evolución demográfica |
|                                  |

| Censo | Población |
| ----- | --------- |
| 1921  | 820       |
| 1930  | 1 058     |
| 1940  | 1 461     |
| 1950  | —         |
| 1960  | 1 387     |
| 1970  | 1 718     |
| 1980  | 5 360     |
| 1990  | 4 321     |
| 2000  | 4 916     |
| 2010  | 6 234     |
| 2020  | 6 820     |